# Mišević
Mišević (en serbe cyrillique : Мишевић) est un village de Serbie situé sur le territoire de la ville de Jagodina, district de Pomoravlje. Au recensement de 2011, il comptait 148 habitants.
Le village est également connu sous le nom de Gornji Mišević.

## Démographie
| 1948 | 1953 | 1961 | 1971 | 1981 | 1991 | 2002 | 2011 |
| ---- | ---- | ---- | ---- | ---- | ---- | ---- | ---- |
| 666  | 669  | 624  | 547  | 432  | 289  | 233  | 148  |

|  |